# إلفير باليتش
إلفير باليتش (بالتركية: Elvir Baljić)‏ مواليد 8 يوليو 1974 في سراييفو، جمهورية يوغوسلافيا الاشتراكية الاتحادية، هو لاعب كرة قدم تركي من أصل بوسني، وهو لاعب دولي سابق كان يلعب كلاعب وسط. لعب خلال مسيرته 264 مباراة سجل خلالها 91 هدفاً.

## المسيرة الاحترافية

### أندية لعب لها
- نادي ساراييفو
- بورصا سبور
- نادي فنربخشة
- ريال مدريد
- رايو فايكانو
- غلطة سراي
- قونيا سبور
- أنقرة غوجو
- إسطنبول سبور

## روابط خارجية
- إلفير باليتش على موقع الاتحاد الدولي (مؤرشف)  (الإنجليزية)
- إلفير باليتش على موقع الاتحاد الأوربي (الإنجليزية)
- إلفير باليتش على موقع اتحاد تركيا (لاعب) (الإنجليزية)
- إلفير باليتش على موقع اتحاد تركيا (مدرب) (الإنجليزية)
- إلفير باليتش على موقع قاعدة بيانات كرة القدم.إي يو (الإنجليزية)
- إلفير باليتش على موقع ناشيونال فوتبول تيمز (الإنجليزية)
- إلفير باليتش على موقع عالم كرة القدم.نت (الإنجليزية)